# Élection présidentielle vietnamienne de 2023
L’élection présidentielle vietnamienne de 2023 a lieu le 2 mars 2023 afin d'élire au suffrage indirect le président du Viêt Nam.
L'élection a lieu de manière anticipée à la suite de la démission du président Nguyễn Xuân Phúc, dans le cadre d'une vaste purge anticorruption menée par le secrétaire général du Parti communiste vietnamien, Nguyễn Phú Trọng.
Seul candidat en lice au sein d'un régime à parti unique, l'un de ses proches collaborateurs, Võ Văn Thưởng, est élu à l'unanimité des voix.

## Contexte

### Élection présidentielle de 2021

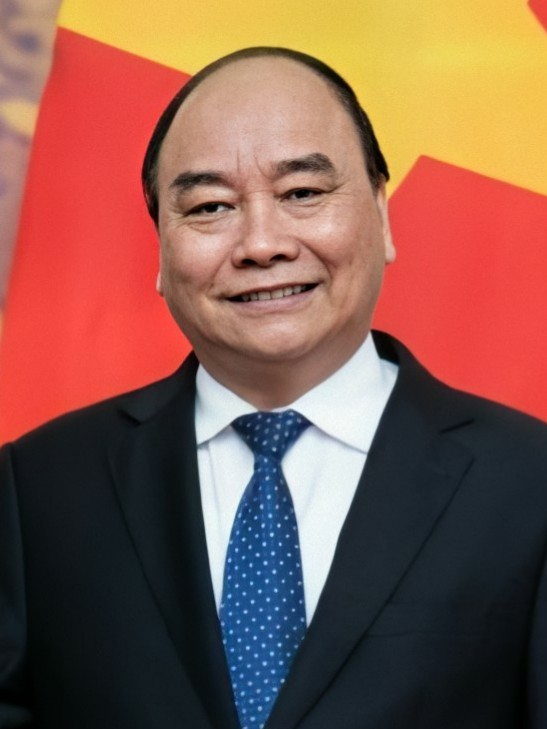
Nguyễn Xuân Phúc

Auparavant Premier ministre, Nguyễn Xuân Phúc est élu à l'unanimité des suffrages exprimés au cours de l'élection présidentielle d'avril 2021, dans le cadre d'un système à parti unique.
Son élection intervient en parallèle de la montée en puissance de son prédécesseur à la tête de l’État, le secrétaire général du Parti communiste vietnamien Nguyễn Phú Trọng. Élu en 2018 après la mort en fonction de Trần Đại Quang, ce dernier devient le premier dirigeant vietnamien à cumuler deux des quatre postes de pouvoirs du pays, surnommés les « quatre piliers » — Le plus important des quatre, le Secrétaire général du Parti communiste, ainsi que le Président de la république, le Premier ministre, et le président de l'Assemblée nationale —, dans ce qui est perçu comme une concentration des pouvoirs similaires à celle de Xi Jinping en Chine communiste voisine, et un signe de l'importante popularité de Nguyễn Phú Trọng, qui poursuit une politique de lutte contre la corruption.
Après deux mandats de cinq ans à la tête du parti, un retrait de Nguyễn Phú Trọng de la vie politique est attendu. À la surprise générale, celui-ci quitte en effet la présidence via le vote d'une motion de démission à l'assemblée le 2 avril — effective après l'élection de son remplaçant —, mais se voit réélu pour un troisième mandat à la tête du parti, une première dans le pays,.
Le Premier ministre sortant Nguyễn Xuân Phúc est nommé candidat à la présidence. Seul candidat dans un pays dirigé par l'unique Parti communiste vietnamien, il l'emporte en l'absence d'opposants et prête serment le jour même. Âgé de 66 ans, ce dernier est crédité au cours de ses deux mandats de cinq ans au gouvernement d'une économie en forte croissance ainsi que d'une excellente gestion de la pandémie de Covid-19,,.

### Démission de Nguyễn Xuân Phúc
Courant janvier 2023, cependant, Nguyễn Xuân Phúc devient la cible de la campagne anticorruption menée par Nguyễn Phú Trọng. Un scandale de corruption lié à des pots-de-vin versés par la société de distribution de tests de dépistage du Covid-19, Việt Á Technologies, en échange de l'utilisation de ses tests à des prix surévalués conduit en effet à l'inculpation et au limogeage de centaines de hauts dirigeants, diplomates et policiers. Après le limogeage par l’Assemblée nationale de deux de ses vice-Premiers ministres et trois de ses ministres, accompagnés d'importantes rumeurs quant à sa destitution imminente, le président Nguyễn Xuân Phúc finit par démissionner le 17 janvier. La vice-présidente Võ Thị Ánh Xuân assure alors l'intérim,.
Malgré les rumeurs préexistantes, cet évènement provoque néanmoins la surprise dans un pays peu habitué à des changements politiques soudains, le régime communiste au pouvoir s'efforçant de donner une image de stabilité. La campagne anticorruption est ainsi perçue comme la conséquence de luttes intestines au sein du parti, la démission de Nguyễn Xuân Phúc relevant en partie de raisons politiques en vue de l'élection à la présidence d'un proche de Nguyễn Phú Trọng,. Les purges, inédites à ce niveau de l’État, ont ainsi lieu dans le contexte d'une influence croissante des responsables proches de la république populaire de Chine voisine

## Système électoral
Le président de la République est élu au suffrage indirect au scrutin uninominal majoritaire à un tour par les membres de l'Assemblée nationale en leur sein. Le mandat du président est de cinq ans, sans limitation du nombre de mandats.
L'assemblée élit également un vice président, qui l'assiste et exerce ses fonctions par intérim en cas d'incapacité de ce dernier, jusqu'à l'organisation d'une nouvelle élection présidentielle. Le mandat du nouveau président élu dure dans ce cas jusqu'à la fin prévue de celui de son prédécesseur.

## Résultats
| Candidats                | Candidats                | Partis                   | Voix | %     |
| ------------------------ | ------------------------ | ------------------------ | ---- | ----- |
|                          | Võ Văn Thưởng            | DCV                      | 487  | 100   |
|                          |                          |                          |      |       |
| Votes valides            | Votes valides            | Votes valides            | 487  | 99,79 |
| Votes blancs et nuls     | Votes blancs et nuls     | Votes blancs et nuls     | 1    | 0,21  |
| Total                    | Total                    | Total                    | 488  | 100   |
| Absents                  | Absents                  | Absents                  | 7    | 1,41  |
| Inscrits / participation | Inscrits / participation | Inscrits / participation | 495  | 98,59 |

## Analyse

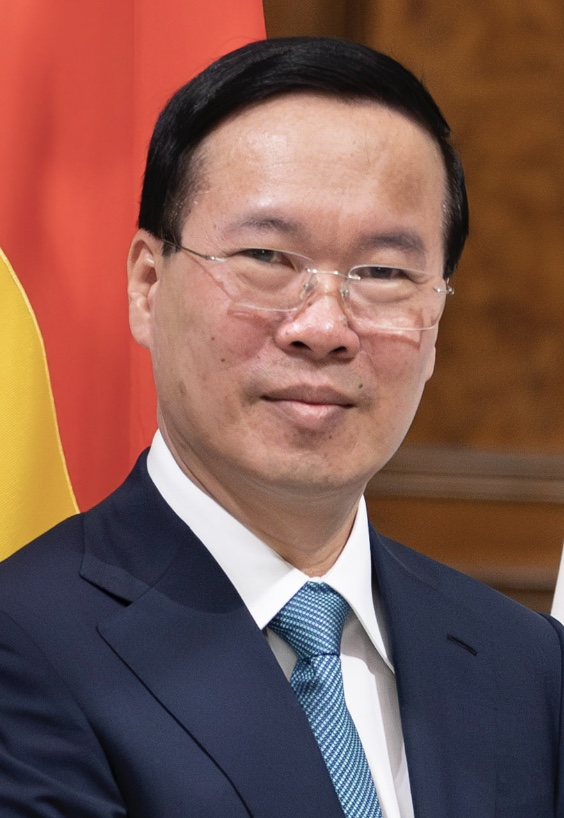
Võ Văn Thưởng en 2023

Plus jeune membre du Bureau politique du parti, Võ Văn Thưởng est élu à l'unanimité des voix. Son accession à la présidence reflète l'influence de Nguyễn Phú Trọng, qui parvient à faire élire l'un de ses soutiens. Âgé de 78 ans, le secrétaire général sécurise ainsi sa succession en vue de son départ supposé du pouvoir, son troisième mandat devant s'achever en 2026,.